# Coniopteryx (Xeroconiopteryx) falcata
Coniopteryx (Xeroconiopteryx) falcata is een insect uit de familie van de dwerggaasvliegen (Coniopterygidae), die tot de orde netvleugeligen (Neuroptera) behoort. 
Coniopteryx (Xeroconiopteryx) falcata is voor het eerst wetenschappelijk beschreven door Meinander in 1995.